# Erzbistum Seoul
Das Erzbistum Seoul (lat.: Archidioecesis Seulensis, koreanisch: 서울대교구) ist eine in Südkorea und formal auch in Nordkorea gelegene Erzdiözese der römisch-katholischen Kirche mit Sitz in Seoul.

## Geschichte
Das Erzbistum Seoul wurde am 9. September 1831 durch Papst Gregor XVI. als Apostolisches Vikariat Korea errichtet. Am 8. April 1911 wurde es in Apostolisches Vikariat Seoul umbenannt und gab Fläche für das Apostolische Vikariat Daegu ab. Am 5. August 1920 wurden Teile für das Apostolischen Vikariat Wonsan, am 17. März 1927 für die Apostolische Präfektur  Pjöngjang und am 25. April 1939 an die Apostolische Präfektur Chuncheon abgetrennt. Am 12. Juli 1950 erfolgte die Umbenennung in Apostolisches Vikariat Seoul. Am 23. Juni 1958 gab es ein Teil seiner Fläche an das Apostolische Vikariat Cheongju und Daejeon und am 6. Juni 1961 an das Apostolische Vikariat Incheon ab. Am 10. März 1962 wurde es durch Papst Johannes XXIII. zum Erzbistum erhoben und in Erzbistum Seoul umbenannt. Am 7. Oktober 1963 gab es einen Teil der Fläche an das Bistum Suwon ab. Am 24. Juni 2004 gab dieses Teile seines Territoriums zur Gründung des Bistums Uijeongbu ab.
An die Christenverfolgungswellen des 19. Jahrhunderts erinnert das Heiligtum der koreanischen Märtyrer in Seoul.

## Ordinarien

### Apostolische Vikare von Korea
- Barthélemy Bruguière MEP, 1831–1835
- Heiliger Laurent Imbert MEP, 1836–1839
- Jean Ferréol MEP, 1843–1853
- Heiliger Siméon Berneux MEP, 1854–1866
- Heiliger Antoine Daveluy MEP, 1866
- Félix Ridel MEP, 1869–1884
- Marie-Jean-Gustave Blanc MEP, 1884–1890
- Gustave Mutel MEP, 1890–1911

### Apostolische Vikare von Seoul
- Gustave Mutel MEP, 1911–1933
- Adrien Larribeau MEP, 1933–1942
- Paul Marie Kinam Ro, 1942–1962

### Erzbischöfe von Seoul
- Paul Marie Kinam Ro, 1962–1967
- Stephen Kardinal Kim Sou-hwan, 1968–1998
- Nicholas Kardinal Cheong Jin-suk, 1998–2012
- Andrew Kardinal Yeom Soo-jung, 2012–2021
- Peter Chung Soon-taek OCD, seit 2021